# 微管组织中心
微管组织中心是存在于真核细胞内的一种结构，微管在该处聚合。
微管组织中心有两个主要功能：
1. 组织真核生物的鞭毛或纤毛。
2. 组织纺锤体在细胞有丝分裂或无丝分裂中分开染色体。

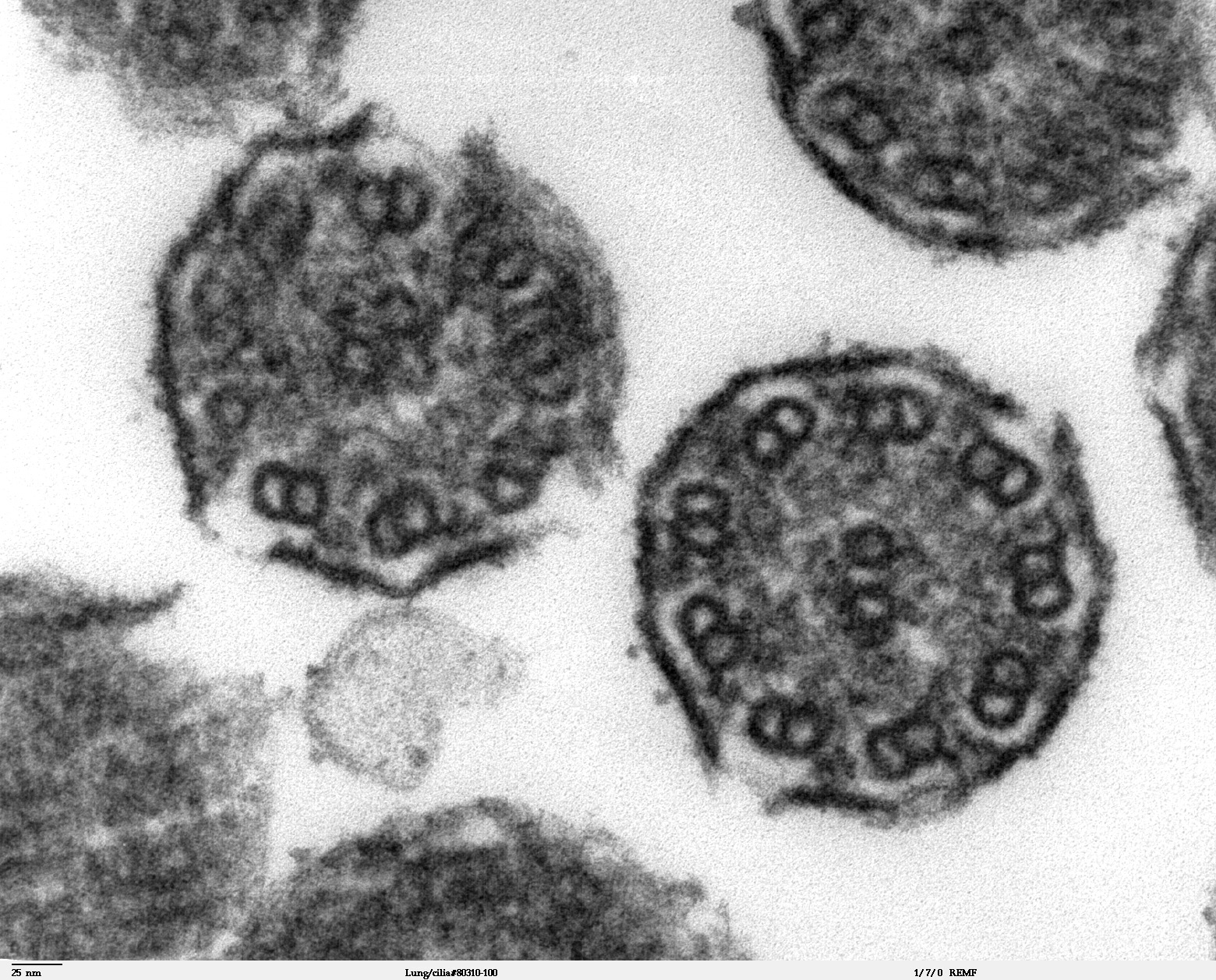
微管排列在9 + 2軸支小支氣管細胞纖毛中

微管组织中心可供形成微管核，在细胞中可以使用免疫组织化学染色法观测γ-微管蛋白显影。在动物细胞中，最重要的两个微管组织中心包括与纤毛结合或存在于特定上皮组织细胞间连接的基体以及和纺锤体形成有关的中心体。